# I'm Still in Love with You (New Edition)
I'm Still In Love with You è un singolo del gruppo statunitense New Edition, pubblicato nel tardo 1996 come secondo estratto dal loro sesto album in studio, Home Again.

## Descrizione
Il videoclip è stato registrato presso Villa Vizcaya a Miami, medesima location del videoclip di Something About You, pubblicato il successivo 20 dicembre, di cui presenta diversi spezzoni. 
Il brano ha ricevuto un ampio successo in patria, raggiungendo la posizione numero 7, diventando il secondo singolo dall'album ad essere certificato disco d'oro.

## Tracce
1. I'm Still In Love with You (Album Edit)
2. You Don't Have To Worry (Vocal Version) (feat. Missy Elliott)
3. You Don't Have To Worry (Vocal Version) (feat. Fat Joe)